# Željko Matuš
Željko Matuš, född 9 augusti 1935 i Donja Stubica, är en före detta jugoslavisk fotbollsspelare.
Han blev olympisk guldmedaljör i fotboll vid sommarspelen 1960 i Rom.